# Edwardsina ferruginea
Edwardsina ferruginea är en tvåvingeart som beskrevs av Tonnoir 1924. Edwardsina ferruginea ingår i släktet Edwardsina och familjen Blephariceridae. Inga underarter finns listade i Catalogue of Life.